# Třída Göteborg (1934)
Třída Göteborg byla třída torpédoborců švédského námořnictva. Třída se skládala z šesti jednotek. Do služby byly zařazeny na přelomu 30. a 40. let. Od 60. let byly kategorizovány jako fregaty. Během služby proběhly dvě modernizace třídy, modernizována byla jen část plavidel. Vyřazeny byly v letech 1958–1974.

## Stavba

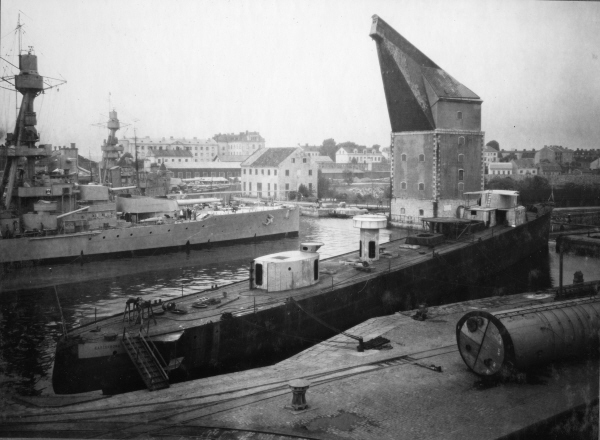
Karlskrona během stavby

Celkem bylo postaveno šest jednotek této třídy, pojmenovaných Göteborg (J5), Stockholm (J6), Malmö (J7), Karlskrona (J8), Norrköping (J10) a Gävle (J9). Na vodu byly spuštěny v letech 1935–1940. Do služby byly zařazeny v letech 1936–1941.

## Konstrukce

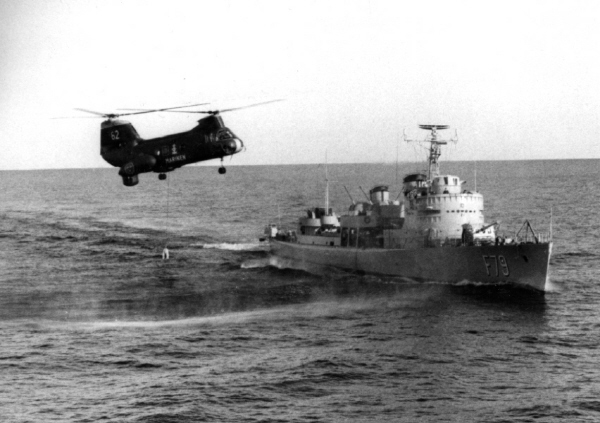
Karlskrona po modernizaci

### Po dokončení
Hlavňovou výzbroj po dokončení tvořily tři 120mm kanóny v jednodělových věžích, šest 25mm kanónů a dva 13mm kulomety. Další ofenzivní zbraní byly dva trojhlavňové 533mm torpédomety. K napadání ponorek sloužily dva vrhače hlubinných pum. Nést mohly rovněž 20 námořních min. Pohonný systém tvořily tří kotle Penhöet a dvě turbíny De Laval. Nejvyšší rychlost dosahovala 39 uzlů.

### Modernizace

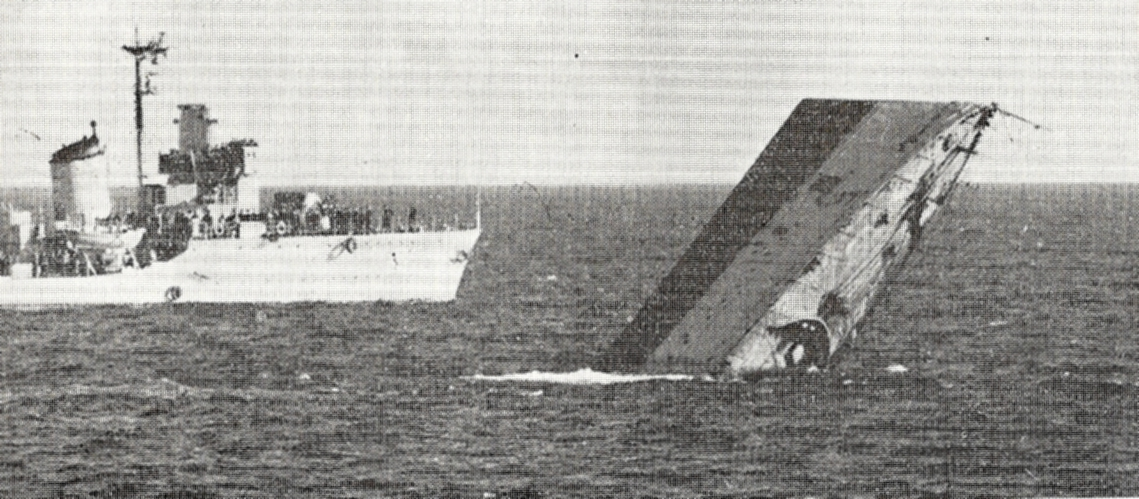
Göteborg byl potopen jako cvičný cíl

V letech 1950–1951 byly modernizovány torpédoborce Karlskrona, Norrköping a Gävle. Jejich trup byl kvůli zlepšení stability o 70 cm rozšířen, výtlak narostl o 100 tun. Mírně byla upravena výzbroj – všechny 25mm kanóny nahradily čtyři nové 40mm kanóny a druhý 120mm kanón byl přesunut na záď. Od roku 1961 byla zbývající pětice (mimo roku 1958 vyřazený Göteborg) vedena jako fregaty. V letech 1961–1964 proběhla druhá modernizace, která se tentokrát týkala fregat Malmö, Karlskrona a Gävle. Cílem modernizace bylo zlepšit jejich schopnosti v boji proti sovětským ponorkám. Plavidla dostala rozšířený můstek. Nejvíce se změnila výzbroj – mimo fregatu Karlskrona byl počet 120mm kanónů snížen dva. Torpédomety přitom nahradily dva čtyřhlavňové 375mm protiponorkové raketomety Bofors.